# Megophrys longipes
Espèce
Synonymes
- Megalophrys longipes Boulenger, 1886 "1885"
- Xenophrys longipes (Boulenger, 1886)

Statut de conservation UICN

 NT  : Quasi menacé
Megophrys longipes est une espèce d'amphibiens de la famille des Megophryidae.

## Répartition

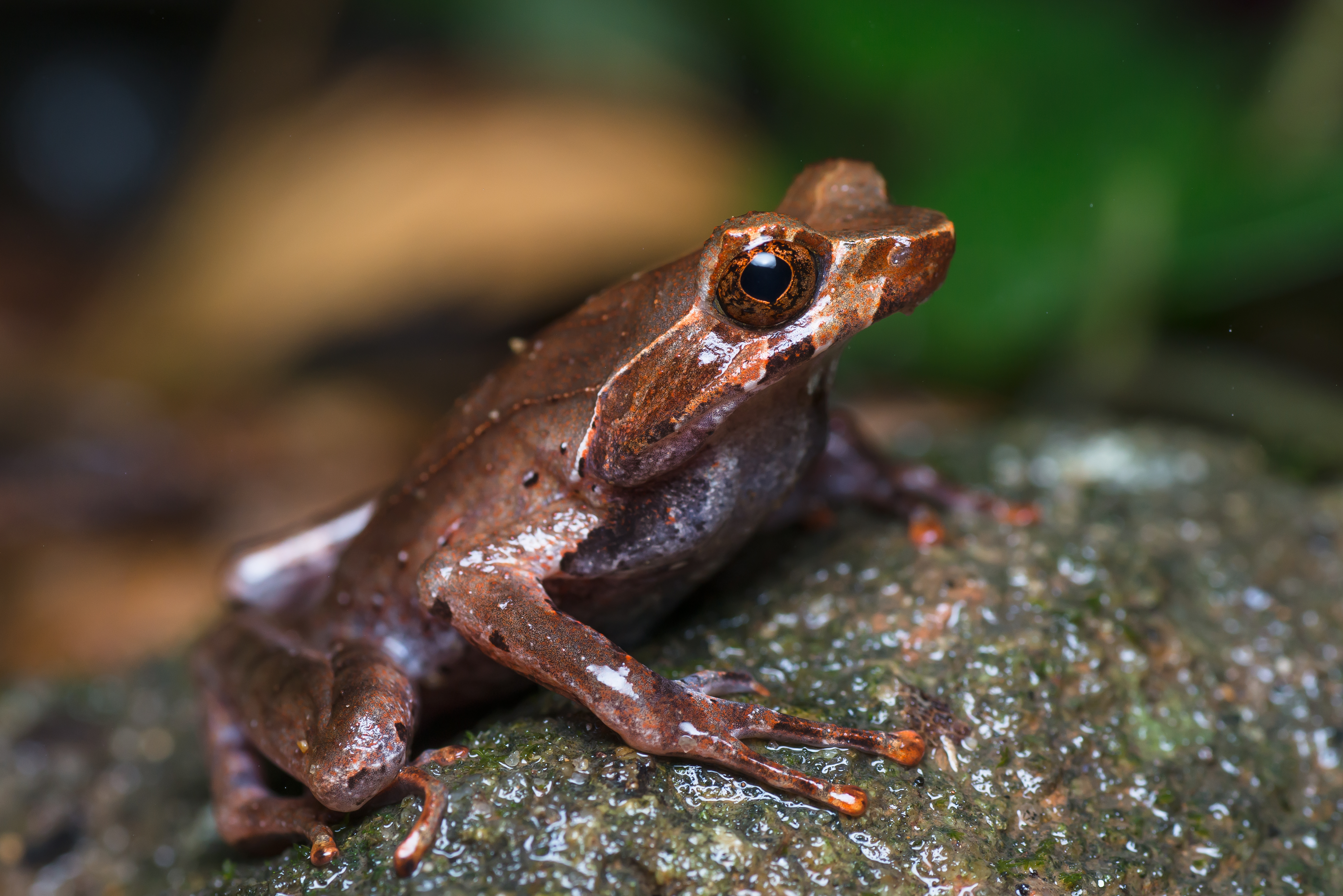
Xenophrys longipes, parc national de Khao Sok, Thaïlande

Cette espèce est endémique de la péninsule Malaise. Elle se rencontre entre 300 et 1 000 m d'altitude en Thaïlande et en Malaisie péninsulaire,.

## Publication originale
- Boulenger, 1886 "1885" : Description of a new frog of the genus Megalophrys. Proceedings of the Zoological Society of London, vol. 1885, p. 850 (texte intégral).